# Heike Blaßneck
Heike Eva Blaßneck (* 26. Juli 1971 in Erlangen) ist eine ehemalige deutsche Leichtathletin.

## Sportliche Karriere
Heike Blaßneck trat zunächst für den TSV Höchstadt/Aisch an. Von 1991 bis 1998 war sie beim LAC Quelle in Fürth. Ab 1999 startete sie für Eintracht Frankfurt. Bei den Deutschen Meisterschaften war sie 1997 in Wesel hinter Peggy Beer Zweite im Siebenkampf. In der Mannschaftswertung siegte sie zusammen mit Karin Specht und Heike Scholz. 1998 in Berlin wurde sie Zweite im 100-Meter-Hürdenlauf hinter Caren Sonn.
Von 1995 bis 1998 trat Blaßneck viermal bei Meisterschaften und dreimal im Europacup im Nationaltrikot an. Bei den Weltmeisterschaften 1995 schied sie über 100 Meter Hürden im Vorlauf aus. Zwei Jahre später bei den Weltmeisterschaften 1997 in Athen erreichte sie das Halbfinale und schied in 12,94 Sekunden als Sechste ihres Laufs aus. 1998 wurde sie über 60 Meter Hürden Achte bei den Halleneuropameisterschaften in Valencia. Im Sommer 1998 bei den Europameisterschaften in Budapest belegte Blaßneck in 13,02 Sekunden den sechsten Platz über 100 Meter Hürden. 1999 wurde sie im Hürdenlauf Achte bei der Universiade in Palma de Mallorca.
Heike Blaßneck ist Gymnasiallehrerin in Waldkraiburg.

## Bestleistungen
- 100 Meter Hürden: 12,86 Sekunden am 11. Juli 1998 in Nürnberg
- Hochsprung: 1,85 Meter am 15. Juli 1995 in Nürnberg
- Weitsprung: 6,43 Meter am 4. Mai 1997 in Starnberg
- Siebenkampf: 6123 Punkte mit Windunterstützung am 30./31. August 1997 in Wesel